# Arcadia (navire de croisière)
Pour les articles homonymes, voir Arcadia.

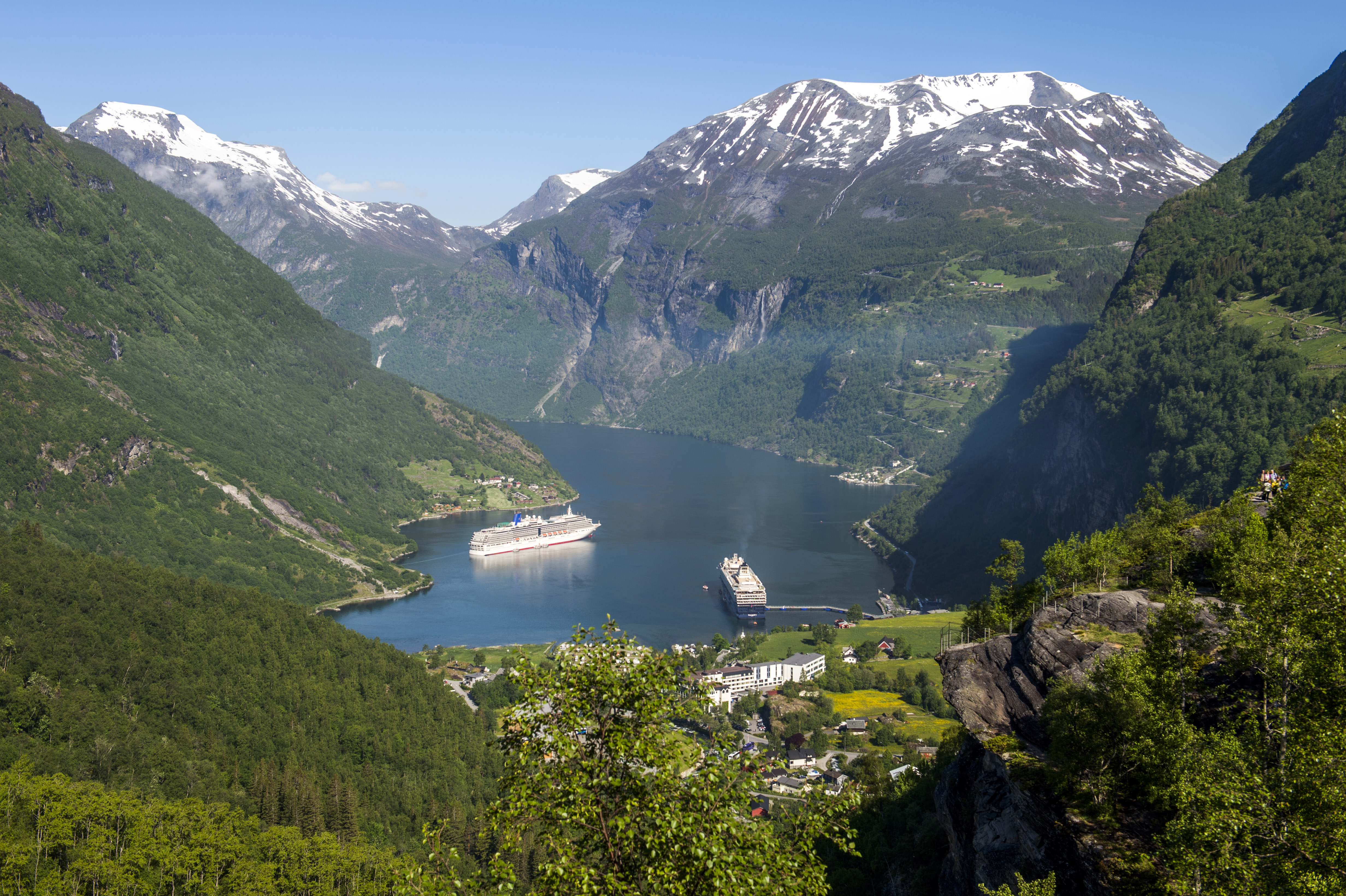
L'Arcadia en épate. Juin 2016.

Le MS Arcadia est un navire de croisière appartenant et naviguant pour la société P&O Cruises.
Il est actuellement le deuxième plus grand navire de la flotte de P&O Cruises.

## Historique
Le MS Arcadia a été construit en Italie, aux chantiers de Fincantieri. À l'origine il fut commandé par Holland America Line en 2000. En 2003, il est décidé au sein de Carnival Group de construire le navire pour Cunard Line pour devenir leur nouveau Queen Victoria. Peu de temps avant son lancement le navire est transféré vers la flotte de P&O Cruises.
Ce navire a été inauguré en avril 2005 par Kelly Holmes.

## Sources
- (en) Cet article est partiellement ou en totalité issu de l’article de Wikipédia en anglais intitulé « MV Arcadia (2004) » (voir la liste des auteurs).